# Benga
Benga er en dubstep-producer fra Storbritannien. Han er desuden medlem af gruppen Magnetic Man sammen med Skream og Artwork. 

## Diskografi
- Diary Of An Afro Warrior (2008)